# Аминолиз
Аминолиз — реакция введения аминогруппы в результате реакции замещения.
Реакция аминолиза используется для введения в органические соединения аминогрупп вместо галогена (в алкил- и арилгалогенидах), гидроксильной группы (в спиртах и фенолах), трансформации карбоновых кислот и их производных в амиды карбоновых кислот. Аминолизом называют также получение амидов металлов из гидридов, галогенидов и иногда оксидов щелочных металлов.
Реакция аминолиза в промышленности используется для синтеза диметиланилина из метанола и анилина, алканоламинов, амидов карбоновых кислот и пр.